# Francisco Maria Gordilho Veloso de Barbuda
Francisco Maria Gordilho Veloso de Barbuda, Marquês de Jacarepaguá, Visconde de Lorena e 1.º Barão de Pati do Alferes (São Sebastião de Setúbal, c. 1760 – 2 de maio de 1836) foi um militar e político brasileiro, senador do Império do Brasil de 1826 a 1836. 
Filho de José Júlio Henriques Gordilho Cabral, desembargador da Relação da Bahia, e de Maria Bárbara Benedita Cabral de Barbuda. Casou-se com Mariana Laurentina da Silva e Sousa, dama de honra da imperatriz e neta do barão de São Brás.
Barbuda foi nomeado senador por Goiás em 1826. Era general do Exército e fidalgo cavaleiro da Casa Real. Feito barão com grandeza de Pati do Alferes por decreto de 12 de outubro de 1825. Feito visconde de Lorena por decreto de 22 de janeiro de 1826. Feito marquês de Jacarepaguá por decreto de 17 de outubro de 1826. Recebeu brasão de armas em 10 de março de 1810.